# Leptodontium flexifolium
Leptodontium flexifolium là một loài Rêu trong họ Pottiaceae. Loài này được (Dicks.) Hampe mô tả khoa học đầu tiên năm 1864.